# José Pedro Cardoso
José Pedro Cardoso Echeverry (Rocha, 27 de agosto de 1903 - Montevideo, 7 de julio de 1997) fue un médico y político uruguayo, perteneciente al Partido Socialista del Uruguay.

## Biografía
Sus padres fueron Narciso Cardoso y Julia Etcheverry. En sus épocas de estudiante, fue fundador de la Federación de Estudiantes Universitarios del Uruguay. Se graduó en medicina en la Universidad de la República; en 1935 se especializa en psiquiatría. Asumió la Dirección de Psiquiatría en el Hospital Vilardebó hasta 1938.
Fue el primer Secretario General de la FEUU Federación de Estudiantes Universitarios del Uruguay. 

### Actividad política
Con apenas dos años en el Partido y Frugoni deportado a la Argentina. José Pedro Cardoso asume la responsabilidad de la Secretaría General del Partido Socialista. La primera carta que firma en esa condición es una convocatoria a todos los demás partidos para construir una organización unitaria destinada a enfrentar la dictadura de Terra. 
En 1937 ingresa por primera vez al parlamento, compartiendo bancada con Frugoni y Troitiño.
En la década del 60 propició la Unión Popular.En esa misma década el Partido Socialista sufre la proscripción por parte del pachecato – la “dictadura mal disfrazada”-. Nada lo detuvo de continuar su labor política: “cuando uno abraza una causa como el socialismo, y cuando la abraza como contenido fundamental de su vida, cualquier tipo de decepción siempre es transitoria. Porque a uno lo sostiene eso que es inherente a su propia vida”.
En épocas que el Partido Socialista era un actor político con discreto respaldo electoral, el Dr. Cardoso ocupó una banca parlamentaria de manera prácticamente ininterrumpida, entre 1943 y 1962 (entre 1959 y 1962 fue senador). 
En 1971 participó en la fundación del Frente Amplio.
Durante las tratativas con la dictadura militar para retornar a la democracia, Cardoso participó en el Pacto del Club Naval en representación de su partido.
En la década del 80, José Pedro Cardoso inicia la carrera política de Tabaré Vázquez, también médico, en el Frente Amplio.
Con el retorno a la democracia, en 1984 es electo Senador para el periodo 1985-1990.
En 1985, en la reapertura del Palacio Legislativo, brinda el discurso inaugural en representación del Frente Amplio. En aquel discurso, José Pedro Cardoso aunó y transmitió  las sensaciones de esperanza, dolor y compromiso de cientos de miles de compatriotas de izquierda: “A los sufrimientos del llamado costo social, a la brutal caída del salario, a la desocupación creciente, a la sangría de la emigración, a la deuda externa colonialista se sumaron los otros sufrimientos, los otros dolores: la destrucción de derechos, de libertades y de garantías; los miles de presos; la tortura como rutina; los muertos; los desaparecidos; las destituciones; los exilios; la burla de una supuesta ley sindical; la proscripción de partidos y de hombres, y con ellos no hace falta seguir la enumeración. Séame permitido como colofón de lo que acabo de decir, agregar una frase -aunque sea repetición de un concepto ya vertido- que no puedo omitir: ¡No olvidemos nunca, no olvidemos nunca los uruguayos que la política económica antinacional y antisocial, fue posible porque fue destruida la democracia”.
Termina sus años ocupando la presidencia del Partido Socialista, admirado y respetado por correligionarios y adversarios.
Fallece el 7 de julio de 1997, en Montevideo, siendo sus restos velados en el Parlamento Nacional.